# Зоран Живкович (письменник)
Зо́ран Жи́вкович (серб. Зоран Живковић; нар. 5 жовтня 1948, Белград) — сербський письменник, літературознавець, перекладач, професор Белградського університету. Один із найбільш перекладаних сербських письменників. Автор прозових книжок, які відзначено преміями у багатьох країнах світу, екранізовано і які викликали значний міжнародний резонанс серед критиків. Володар Всесвітньої премії фентезі 2003.

## Життєпис
1973 року на філологічному факультеті Белградського університету здобув диплом зі спеціальності «загальна література з теорією літератури». На цьому ж факультеті 1979 року закінчив магістратуру, а в 1982 році захистив кандидатську.
У 1973—1993 роках створив значний доробок у галузі літературознавства, редагування, видавничої справи та перекладацтва, включаючи і такі капітальні проекти, як альманах «Андромеда», бібліотеки «Кентавр» і «Поляріс», авторські наукові монографії та «Енциклопедія наукової фантастики».

## Літературний доробок
Як прозаїк дебютував 1993 року романом «Четверте коло», за що здобув Премію ім. Мілоша Чрнянського. Його збірник прозових творів у двох томах сербською та англійською мовами («Романи» та «Небилиці») вийшов друком в Інституті підручників (серб. Завод за уџбенике) у 2009-2010 рр.
Живкович є одним із тих сучасних сербських письменників, чиї твори найбільш охоче перекладають мовами світу. До 2013 року побачили світ 70 видань його творів були опубліковані іноземними мовами. Його книжки виходили у США (Временски дарови, два издања, Књига/Писац, Четврти круг, Скривена камера, Седам додира музике, Кораци кроз маглу, Немогући сусрети), Великій Британії (Немогуће приче, Дванаест збирки и чајџиница, Последња књига, Мост, Писац/Књига/Читатељка, Немогуће приче 2, Есхерове петље, Писац у најам), Італії (Последња књига, Библиотека, Седам додира музике, Писац у најам, Нађи ме), Португалії (Библиотека, два видання, Последња књига, Писац у најам, Седам додира музике), Німеччині (Скривена камера, Последња књига, Немогући роман), Іспанії (Немогуће приче, Књига/Писац, Скривена камера), Франції (Писац у најам), Данії (Библиотека), Греції (Књига), Швейцарії (Читатељка), Нідерландах (Последња књига), Японії (японською – Чајџиница; англійською – Библиотека, Вагон, Четири приче до краја, Читатељка і Амаркорд), Південній Кореї (Књига, Последња књига, Библиотека), Бразилії (Последња књига), Туреччині (Временски дарови, Библиотека, Немогући сусрети), Росії (Четврти круг), Чехії (Временски дарови), Польщі (Библиотека, Амаркорд), Болгарії (Седам додира музике, Четврти круг), Україні (Дванаест збирки и чајџиница), Словенії (Четврти круг, Мост, Библиотека, Читатељка, Амаркорд, Последња књига, Писац у најам, Кораци кроз маглу, Дванаест збирки и чајџиница) та Хорватії (Временски дарови, Немогући сусрети, Седам додира музике, Библиотека, Последња књига).
Роман Живковича «Пет дунавских чуда» спочатку вийшов п'ятитомним виданням п'ятьма мовами: сербською, англійською, німецькою, словацькою та угорською.
Його оповідання були опубліковані в антологіях та часописах США, Британії, Японії, Польщі, Фінляндії, Данії, Франції та Угорщини.

## Екранізація та інсценізація
За оповіданнями Живковича «Воз» («Немогући сусрети») та «Хотелска соба» («Четири приче до краја») режисер Пуриша Джорджевич зняв художній фільм «Два», прем'єра якого відбулася на фестивалі 2007 року. Той самий режисер також екранізував і оповідання Живковича «Исповедаоница» («Немогући сусрети»), яке було показано на Белградському фестивалі короткометражних фільмів (2007).
Два оповідання Живковича зачитувалися у програмі британського радіо Бі-Бі-Сі: «Воз» (2005) і «Будилник на сточићу» (2007).
Белградський телеканал «Студіо Б» транслював серіал «Колекціонер» (серб. Сакупљач), знятий за циклом Живковича «Дванадцять збірок» («Дванадцять збірок і чайна»).

## Відгуки критики
Твори Живковича здобули високі оцінки та багаторазово нагороджувалися міжнародними відзнаками. Авторитетний американський літературний журнал «Світова література сьогодні» /-{World literature today}-/ торкнувся в 2011 році теми прози Живковича. Його твори також вивчаються у північноамериканських університетах. Професор Ральф Богарт із Торонтського університету (Канада) включив «Четверте коло» в курс сучасного європейського роману, а професор Джеффрі Стейдлман з Університету в Буффало (США) тлумачив його «Сім доторків музики» в рамках семінару «Музичні теми в короткій прозі».

## Нагороди та визнання
Книжка Живковича «Бібліотека» 2003 року здобула Всесвітню премію фентезі у категорії «новела». Він також лауреат Премії ім. Мілоша Чрнянського за роман «Четверте коло» (1994), Премії ім. Ісидора Секулича за «Міст» (2007), який також було включено в остаточний список претендентів на премію критиків журналу НІН за роман 2006 року (перед тим, у 1997 році, в остаточний список претендентів на цю премію потрапив і роман-мозаїка «Дарунки часу»), а також Премії ім. Стефана Митрова Любиші (2007) за прозову творчість загалом. Романи «Книга» (2004), «Бібліотека» (2005), «Прихована камера» (2007), «Ешерові петлі» (2010) та «П'ять дунайських чудес» (2011) висувалися на здобуття однієї з найпрестижніших літературних відзнак у Європі — міжнародної Дублінської літературної премії IMPAC". Роман-мозаїка «Дванадцять збірок» номінувався на премію ім. Ширлі Джексон (2008) та премію Британського товариства фентезі (2008).